# Tymfristos
Der Tymfristos (griechisch Τυμφρηστός, gesprochen Timfristos; auch Velouchi Βελούχι) ist ein 2315 m hoher Berg im Regionalbezirk Evrytania der Region Mittelgriechenland. Er befindet sich am südlichen Ende des Pindos-Gebirges und grenzt das Tal des Flusses Karpenissiotis nach Westen hin gegen das Tal des Sperchios ab. Der Karpenissiotis entspringt an seiner Westflanke, der Sperchios an seiner Ostflanke. Im Norden und Westen wird der Tymfristos vom Fluss Tavropos (Megdova) umflossen. Südlich des Tymfristos liegt die Stadt Karpenisi.
Auf dem Tymfristos befindet sich das Skigebiet Velouchi. Trotz dieser touristischen Nutzung ist das Tymfristos-Massiv ein Biotop im Sinne des NATURA2000-Programms. Das Schutzgebiet umfasst 4000 ha mit einer mittleren Höhe von 1700 m.
Der Tymfristos wird von der Nationalstraße 38 (Europastraße 952) von West (Agrinio, Karpenissi) nach Ost (Lamia) passiert und teilweise unterquert (Tymfristos-Tunnel).